# Krasna (okres Ťačiv)
Krasna, česky a slovensky také Krásná nebo Krasnošory (ukrajinsky Красна nebo Кра́сна, dříve Красношора, maďarsky Taraczkraszna) je obec v Dubovské územní komunitě, ležící v okrese Ťačiv v Zakarpatské oblasti Ukrajiny. V roce 2025 zde žilo 2960 obyvatel.

## Geografie
Krasna se nachází v úzkém údolí řeky Teresvy a jejích přítoků. Je ze všech stran obklopena pohořími Karpat. Obcí prochází dálnice T 0728 (úsek Dubové – Usť-Čorna). Na území obce vyvěrá několik minerálních pramenů.

## Historie
Dřívější název obce je Krasnošora. První oficiální zmínky o obci pocházejí ze 14. století. Obec byla součástí Uherska. Škola byla postavena v roce 1912 v předvečer první světové války; za války v ní sídlil koncentrační tábor pro italské válečné zajatce, 14 jich zde zemřelo a jsou pohřbeni na vesnickém hřbitově; v roce 1919 budova školy vyhořela. Po uzavření Trianonské smlouvy byla obec (pod názvem Krasnošory) součástí Československa. V roce 1932, byla v obci postavena nová školní budova a byla zavedena povinná školní docházka. V letech 1936–1937 byla v obci postavena pila, takže mnoho vesničanů získalo práci, postupně si osvojili kvalifikované technické profese. Od 15. dubna 1939 byla obec součástí samostatného státu Karpatská Ukrajina; o několik dní později bylo Zakarpatí obsazeno maďarskými vojsky. Od roku 1945 byla obec součástí Ukrajinské sovětské socialistické republiky, která byla součástí SSSR. Od roku 1991 je součástí nezávislé Ukrajiny. V roce 2011 byla na řece Krasnošurka postavena malá vodní elektrárna.

## Pamětihodnosti
- Kostel Nanebevzetí Matky Boží, postavený v letech 1861–1879.
- Ve středu obce se nachází obelisk padlých ve druhé světové válce, který byl vztyčen v roce 1971; do války bylo povoláno celkem 56 zdejších občanů, 15 z nich zemřelo.